# Luxembourg American Cemetery and Memorial
Luxembourg American Cemetery and Memorial är en amerikansk krigskyrkogård belägen i Hamm, en förort till Luxemburgs stad, Luxemburg. Kyrkogården förvaltas av American Battle Monuments Commission (ABMC) och är viloplats för 5 070 amerikanska soldater som stupade under andra världskriget, främst under slaget om Ardennerna vintern 1944–1945.
Kyrkogården invigdes officiellt den 4 juli 1960 och omfattar cirka 20 hektar. Den är anlagd med rader av vita marmorkors och Davidstjärnor samt ett monument med en kapellbyggnad och minnestavlor över saknade.
Bland de begravda återfinns general George S. Patton, som avled i december 1945 och begravdes här enligt egen önskan, för att vila tillsammans med sina soldater.
Kyrkogården är ett viktigt minnesmärke för den amerikanska insatsen i Europa under andra världskriget och besöks årligen av tusentals turister och anhöriga.

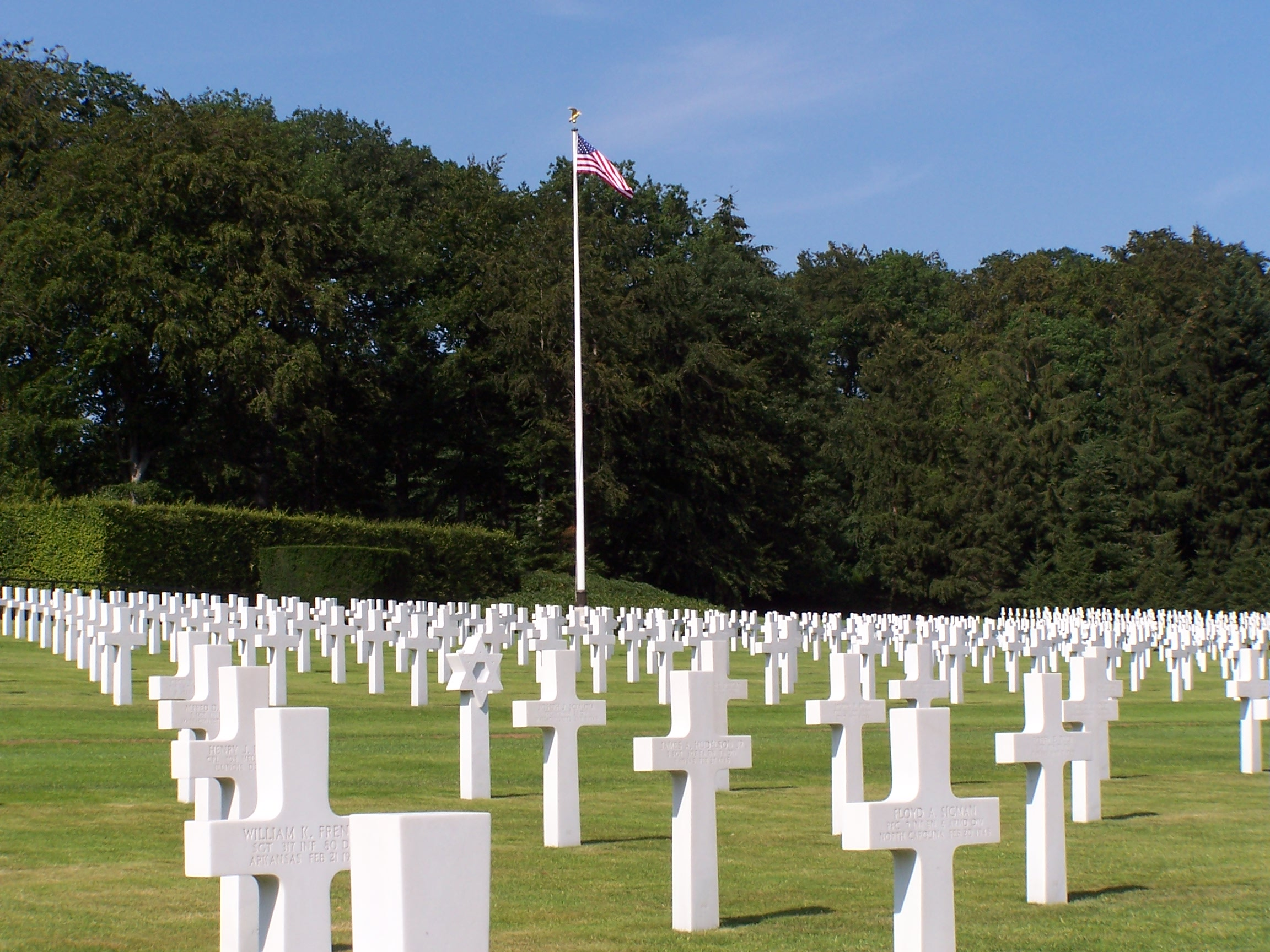
Gravstenar på kyrkogården